# Чуйские разливы
Чуйские разливы (кирг. «Чүй ташкыны») — повесть Фёдора Самохина, выпущенная в 1968 году издательством «Кыргызстан». Главный герой Михаил Назаров, раннее осуждённый во времена, когда одной анонимки хватало для обвинения, сталкивается с проблемами на работе и в личной жизни. Издание «Литературный Кыргызстан» отнесло повесть к произведениям, имеющих «различную жанровую природу», вносящая тогда вклад в процессы «обогащения и углубления, которые отмечаются во всей нашей многонациональной литературе». 

## Сюжет
Мы думали, давно уже ушли в прошлое герои, внезапно для себя избранные колхозными вожаками; уже отвозмущались их жёны-мещанки, окончательно обретя в городе свой пресловутый уют; уже отшумели победы, которыми непременно заканчивались эти истории. Признаемся: мы ошибались. Перед нами повесть Фёдора Самохина «Чуйские разливы».
Жизнь Михаила Назарова «сверкнула светлой каплей и померкла»: был он осуждён во времена, когда «одной анонимки хватало для обвинения», «глазу его знаком более снежный наст не столь отдалённых мест», чем пейзаж колхозных полей Киргизии. По возвращении, работал в областном сельском управлении, трясся по деревенским дорогам, секретарил в парткоме и стал председателем колхоза «Победа». Там он сталкивается с людьми, которые хотят его увольнения. Например, Орлов невзлюбил Назарова «на всякий случай»: тот хорошо знал секретарскую работу и мог его покритиковать. Однако, невзлюбил он его «тихо»: решил избавиться от Михаила Сергеевича, но отступил сразу, как только к нему пришла делегация колхозников. Не только колхозному производству отдаёт «всего себя» председатель Назаров. У Михаила Сергеевича возникают проблемы и в «узко личном» плане.
Жена не понимает его, и Назаров находит счастье с молодой контролёршей сберкассы Настей: «Странным показался Насте этот хмурый солидный человек, новый председатель, она почти не знает его, а вот поди ж ты — хочется с ним пооткровенничать», «Михаилу Сергеевичу всю дорогу казалось, что рядом с ним идёт не двадцативосьмилетняя женщина-неудачница, а беспечная школьница с косичками. Забылись свои заботы, хотелось, чтобы Настя говорила ещё и ещё». Совсем недавно не дождалась она из армии мужа — изменила ему ради искусства, а точнее — ради худрука Германа Анисимова: «Пять лет в домовой книге, хотя в комнате стояла одна кровать, значились две фамилии — Нечаевой и Анисимова». Герман против того, чтобы у них были дети: «Как-то Герман, сжав меха баяна, заметил: — Для себя играть скучно… Сердце у тебя вроде бы с косточкой, характерная, а детей у нас нет и не будет. Не могу я так, понимаешь?». Настя терзается, мечтает о настоящей любви и «тоскливо» вспоминает бывшего мужа. При встрече с ним, она с «горькой страстью» признаётся: «Проша, милый, люблю я тебя. Ведь я же твоя законная жена….». Но, услышав в ответ, что «от былого одна бумага осталась», Настя всё чаще начинает задумываться о Михаиле Сергеевиче: «За какое бы дело ни взялась, а он словно стоит за спиной. Похваливает, когда на работе всё хорошо, и хмурится, если Настя ошибается».
«Тут бы порадоваться такому родству душ, да вот загвоздка: Назаров тоже хочет ребёнка», отметили исследователи. В мечтах он даже «поэтично разговаривает» с няней из роддома, которая поздравит его когда-нибудь с сыном. Впрочем, после этого, как, встретившись случайно в поезде, герои «культурно провели время»: побывали в Москве, сходили там в Концертный зал имени П. И. Чайковского на хор имени А. В. Свешникова, в их отношениях, по мнению исследователей, побеждает «высокое нравственное начало». Через месяц возле дома, где живёт Настя, скрипнула тормозами машина. После ужина она предложила Назарову заночевать у неё: «…Утром, подавая чай, Настя любовно смотрела на плечистого, рослого человека, вчера ещё чужого, а сегодня близкого и родного».
Однако, как отметили исследователи, автор избегает «привычный треугольник, пресловутый счастливый конец», «повесть заканчивается модной недосказанностью». Ушла от Назарова Настя, уехала, даже не простившись — лишь оставив Михаилу Сергеевичу записку: «Дорогой Миша, извини, что, что, не простившись, уехала. Если бы встретились, я бы не смогла уехать. А так сразу — взяла и укатила. Обидно до слёз, но что поделаешь: у судьбы крылья крепче орлиных. Взмахнула и понеслась. Возвращайся к прежней жене. Счастья тебе и долго, долго жить. Твоя Настя». Прочитав записку, «Михаил Сергеевич от волнения сел на стул, закрыл глаза». Но в дверь постучали, и колхозный шофёр возник на пороге. Он один, по мнению исследователей, «разбил все наши волнения: тщетны интриги Орлова и Каюкова», Назарову снова быть колхозным главой: «Михаил Сергеевич облегчённо вздохнул, расправил плечи и проворно зашагал к машине».

## Основные герои
- Михаил Сергеевич Назаров — сорокапятилетний мужчина, «успел отяжелеть, иногда одышка берёт», был секретарём парткома производственного управления, затем стал председателем «Победы». У него была грузная фигура, немногословная, но образная речь. Он был прозорлив, «что степной ястреб», «сказанное им — всегда к месту», «О себе — ни слова»[9][2].
- Болотов — заместитель председателя колхоза, «неудачливый очковтиратель и демагог». Когда-то его много ругали, но потом он научился лихо и вовремя рапортовать. Ходить в передовиках ему понравилось — однако, та пора миновала; колхоз, где он председательствовал, укрупнили; сам он стал ходить уже в заместителях, но привычкам своим не изменил. Сдали колхозники скот государству, а Болотов купленных коров не оприходовал и целых три месяца за счёт неучтённых надоев увеличивал цифру в сводках[10][2].
- Орлов — новый секретарь парткома, человек с «веникообразной бородкой», любящий заседать у себя в кабинете и не любящий бывать на местах[2].
- Каюков — начальник управления животноводства. На его переносице очки в золотой оправе, рыжие ресницы, «которые через стёкла очков казались крупными и длинными», «розовое, как у младенца, лицо», ладонь, похожая на «тёплый козий пух», голос «нежный, будто из самоварного краника журчит струйка в стакан»[11]. Каюков своего мнения не имеет: он лишь почтительно советуется с руководящим товарищем и умолкает безропотно, услышав положительный отзыв о Назарове[2].
- Настя Нечаева — молодая двадцативосьмилетняя контролёрша сберкассы[5]. Её ключевая встреча с Назаровым состоялась в поезде, когда та ехала на курорт в Кисловодск и будет первый раз в Москве: «А там, говорят, суетно. Боюсь, заплутаюсь». «Ну что вы, в старые времена язык до Киева доводил, а сейчас тем более… Будет свободное время, помогу…», — ответил ей Назаров. Настя обрадовалась этому и взяла его за руку: «— Садитесь. Глаза её не просили, а умоляли». В тамбурах «яркий свет падал на её женственные плечи, подсвечивал мягкие завитки волос», смех у неё был «чистый, сердечный». Когда Михаил Сергеевич смотрел в её глаза, то видел «небо, густо усеянное мерцающими звёздами»[12].
- Герман Анисимов — художественный руководитель. Парень «статный, сероглазый, с шелковистой шевелюрой». Ни с кем не заводил дружбу, играл на баяне, «занимался по танцевальной части, драмкружок вёл». Все были довольны его работой, «поэтому, наверное, и не замечали, что сторонится он людей»[13].
- Пётр Приходько — в колхозе его в шутку называли «чудодеем». Назаров ценил в нём деловитость, умение дружить с людьми. Они познакомились на бюро парткома, когда «Приходько и ныне покойный Самсонов были именинниками: других ругали за уборку хлебов, а их в пример ставили»[14][8]. «Дубом кряжистым» представляется он Назарову. Представляется он так не без оснований: когда-то давно Приходько повесил у себя дома, как икону, в передний угол, портрет академика В. Р. Вильямса[15]. Так и весел тот долгие годы — «даже когда королева полей стала кукуруза». Лишь вздыхал тяжело Пётр Максимович, «глядя на опального академика», писал в правление заявления об увольнении, хотя «сердце заходило от такого решения». Но уж слишком твёрдо был убеждён агроном в своём: «не сдвинуть гору и не изменить травопольную систему». Назаров думал после первого разговора с Приходько: «Во многом, пожалуй, старик прав. По-моему, конечно». И возникло у него много вопросов — но не пришлось отвечать Михаилу Сергеевичу на эти вопросы — вскоре был мартовский пленум ЦК КПСС 1965 года. При очередной их встрече председатель сказал: «В общем спасибо тебе, Пётр Максимович, что уберёг травы»[8]. Является второстепенным героем, однако исследователи его выделяют[8].

## Публикация и критика

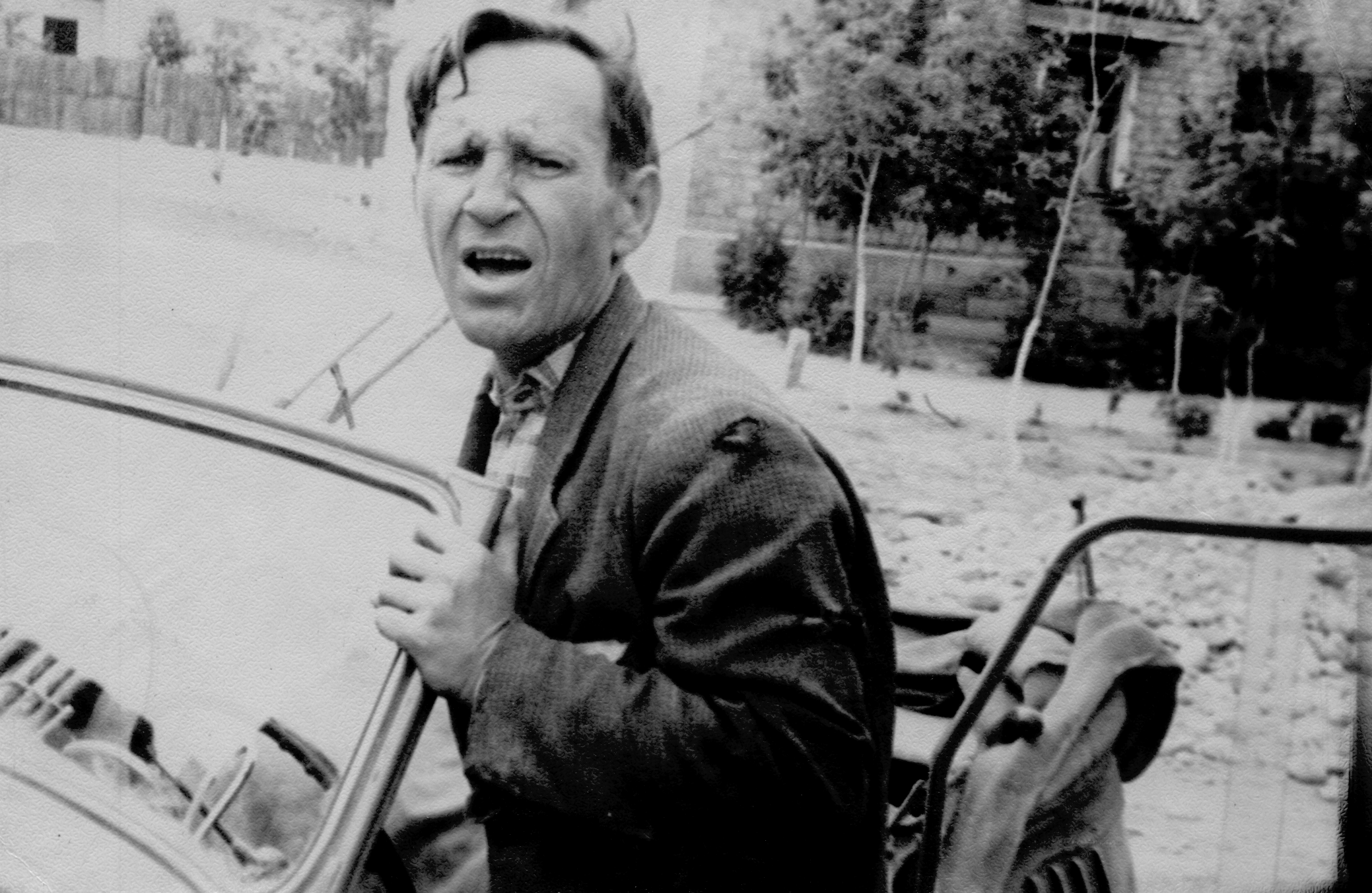
Фёдор Самохин, автор повести

Повесть «Чуйские разливы» Фёдора Самохина выпущена в 1968 году издательством «Кыргызстан». Общий тираж книги составил двадцать четыре тысячи экземпляров. Издание «Литературный Кыргызстан» отнесло повесть к произведениям, имеющих «различную жанровую природу», вносящая тогда вклад в процессы «обогащения и углубления, которые отмечаются во всей нашей многонациональной литературе». Критик и литературовед Евсей Львович Цейтлин выделили героя, который «помельче и не такой положительный, как Назаров, но, может быть, поэтому и похожий больше на живого человека» — колхозного агронома Петра Максимовича Приходько. Критик отметил, что за его твёрдость убеждений, за ненависть к компромиссам, «нам и стал вдруг немного симпатичен агроном Приходько, хотя положительный герой Назаров заметил на его сердце „много накипи“. Правильно, между прочим, заметил». Где-то в стороне от этих «истинных и тяжёлых раздумий Приходько» находится главный герой повести Назаров. Правда о нём, по мнению критика, ничего плохого сказать не можем, «потому что… вообще не можем ничего сказать». К концу книги читатель видит: неожиданной стороной оборачиваются в Назарове качества его характера, «пророчески подмеченные в начале повести Болотовым». Немногословность и замкнутость оказались просто молчанием. Оказалось неясным, отметил критик, за что полюбил Михаил Сергеевич Настю и то, — что же он, в сущности, за человек. По этому повод критик Е. Л. Цейтлин написал:
...Читатель вправе спросить о механике этого странного превращения. Как случилось, что «хорошего» героя вдруг попросту не стало. Вместо него осталось лишь несколько трафаретных фраз да благие намерения. Мы ответим. Это так, к сожалению, просто! Ведь характер человеческий нельзя создать с помощью набора готовых фраз, ситуаций, решений. Дело даже не в заданности решений, не в банальности ситуаций, а в том, что когда нет исследования действительности — есть ещё одно повторение приписных истин. Истины эти годны всегда, кем бы ни были герои повести — моряками или мелиораторами. Что изменится в противном случае? Что уйдёт? Так называемый «национальный колорит»? Обязательные «для художественности» пейзажи? И только?!
В повести, по мнению критика, читатель ничего не узнаёт о главном герое, «хоть и узнав о нём, вроде бы, всё», однако вспоминается второстепенный или даже третьестепенный герой — старый агроном Приходько. Критик отметил, что он жалеет, что Ф. Самохин «употребил на этот образ так мало красок, хотя „красок“ в повести более чем достаточно — от них, пожалуй, даже рябит в глазах…». Критик о повести «Чуйские разливы» заключил: «Но увы — сами по себе мысли так и не стали произведением искусства. Витиеватость и напыщенность стиля не заменили образности. Откровенная безвкусица не придала повествованию остроты».